# ماري بات كريستي
ماري بات كريستي (بالإنجليزية: Mary Pat Christie)‏ هي مصرفية الاستثمار ‏ أمريكية، ولدت في 15 سبتمبر 1963 في باولي ‏ في الولايات المتحدة.